# Pepparkaka

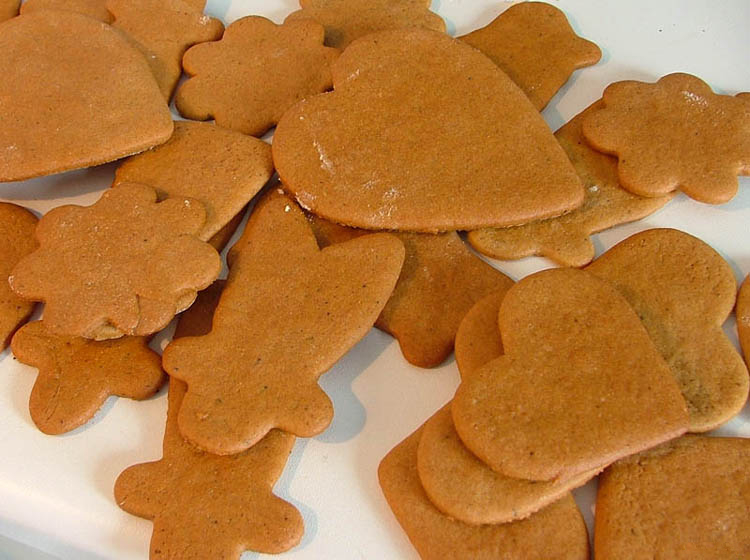
Versgebakken pepparkakor

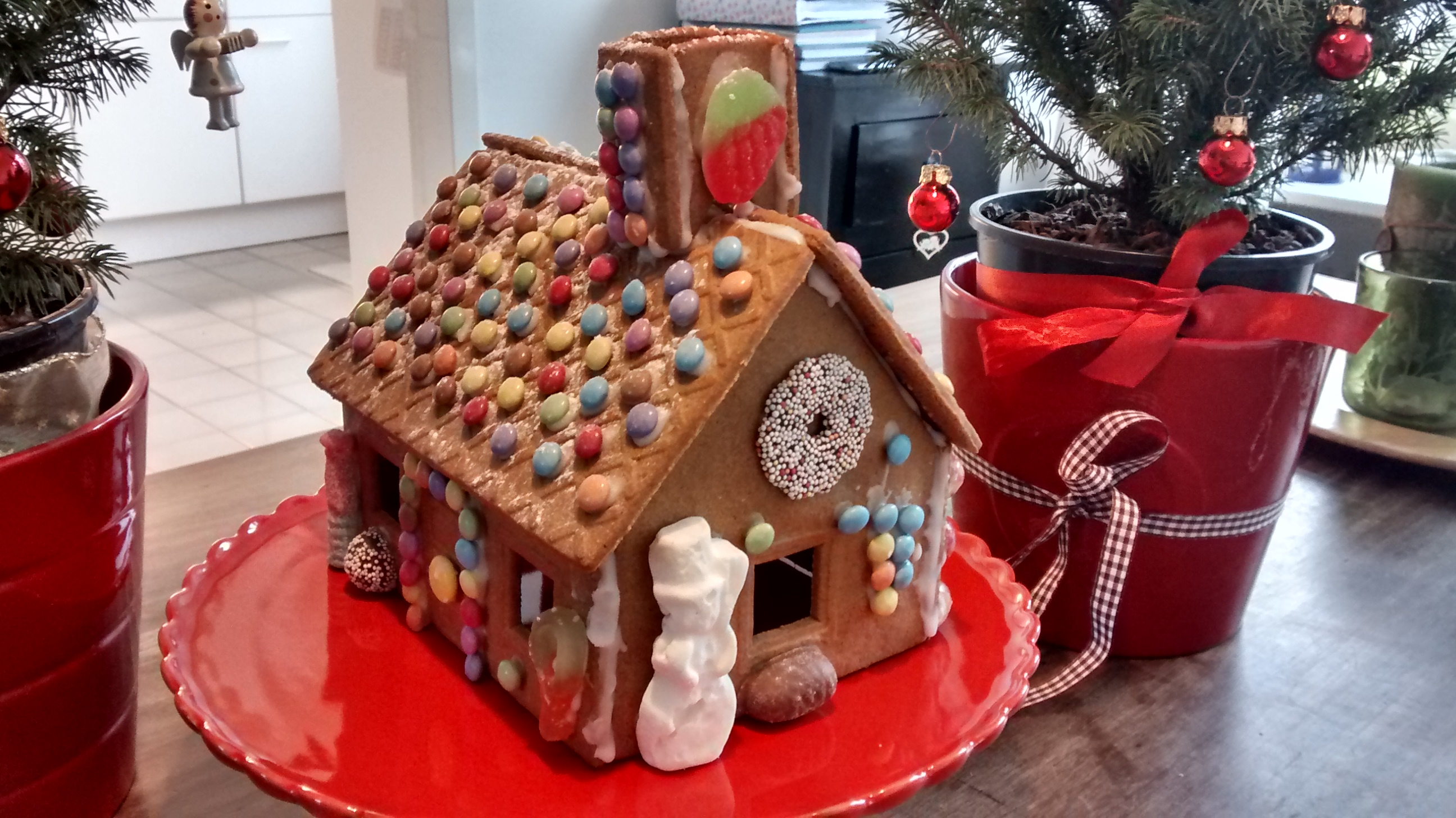
Pepparkakshus

Pepparkakor (enkelvoud pepparkaka, letterlijk "peperkoekjes") zijn Zweedse koekjes. Pepparkakor worden vooral met kerst en met het Luciafeest gegeten. Traditioneel maakt men er ook huisjes van met kerst, een pepparkakshus.
Ze zijn niet vergelijkbaar met het Nederlandse gemberkoek, maar eerder met speculaas of kruidnoten. Ze krijgen ook hun smaak uit de kruiden kaneel, kardemom, gember en kruidnagel. Oorspronkelijk zat er, net als in speculaas, ook peper in.

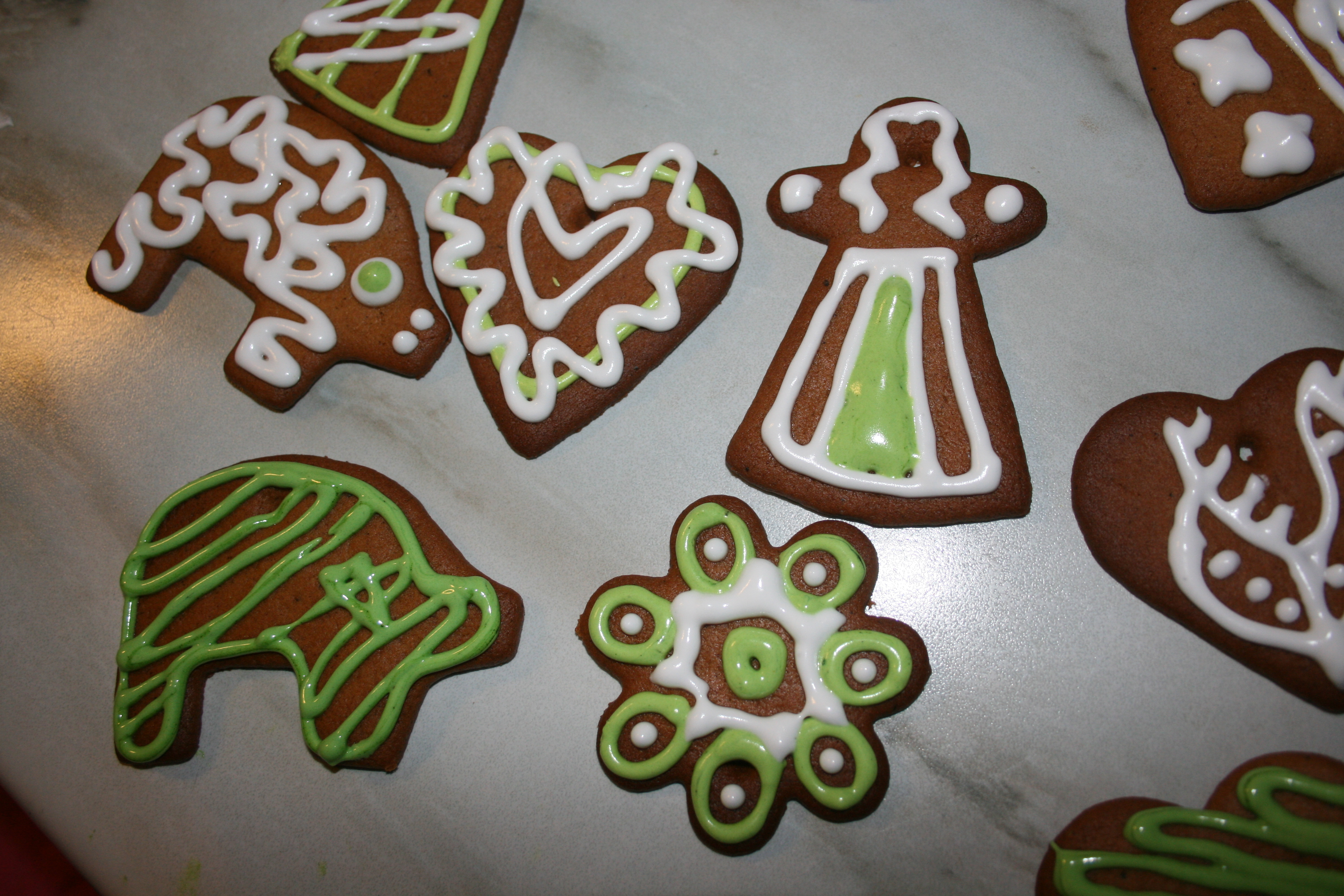
Piparkakkuja uit Finland
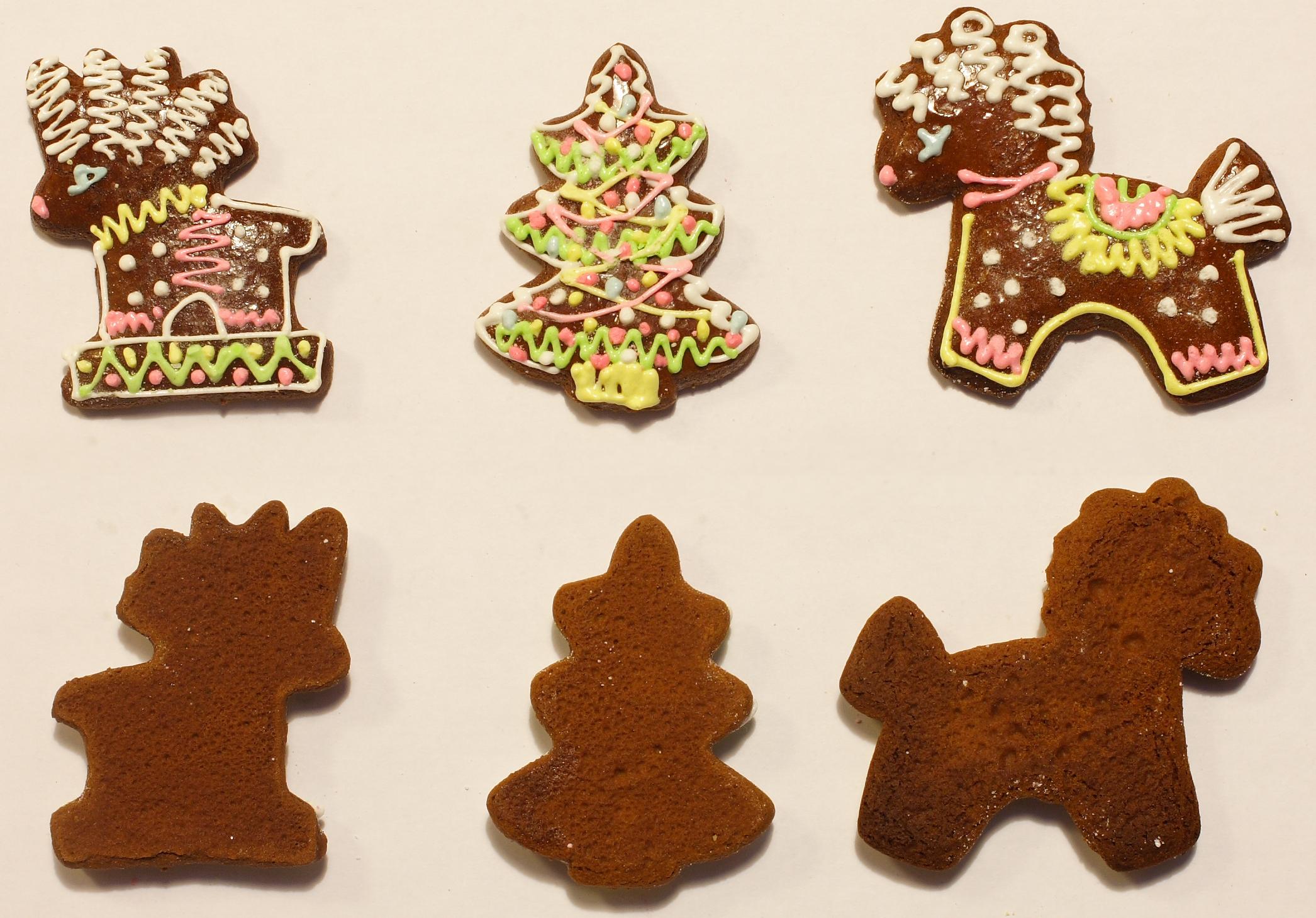
Versierde peparkaker uit Rusland